# Cyrano de Bergerac
Hercule-Savinien de Cyrano de Bergerac (París; 6 de marzo de 1619-Sannois; 28 de julio de 1655), más conocido como Cyrano de Bergerac, fue un poeta, dramaturgo y pensador francés, coetáneo de Boileau y de Molière. Como intelectual, fue considerado libertino, por su actitud irrespetuosa hacia las instituciones religiosas y seculares. También se le tiene por uno de los precursores de la ciencia ficción. En la actualidad, es especialmente conocido por la obra de teatro Cyrano de Bergerac, de Edmond Rostand.

## Biografía
Nació en París el 6 de marzo de 1619, como cuarto hijo de Abel de Cyrano, abogado del Parlamento, y de Espérance Bellange. Pasó la mayor parte de su infancia en Saint-Forget (ahora Yvelines), para luego trasladarse a París, donde transcurrió casi toda su vida. Estudió en el colegio de Beauvais, a cuyo profesor Jean Graugier caricaturizó en El pedante engañado.
En 1638, adoptó el nombre de Bergerac, correspondiente a las tierras que compró su abuelo (Savinien I de Cyrano) al enriquecerse con su negocio de pescadería, adquisición que permitió a la familia de Hercule-Savinien entrar en el círculo de la pequeña nobleza.
Escogió la carrera militar alistándose en la Compañía de la Guardia, y se hizo célebre por su arrojo y sus numerosos duelos. Se retiró de la milicia en 1641, tras participar en los sitios de Mouzon y Arras y recibir una herida en la garganta durante este último; fue entonces cuando comenzó a frecuentar los círculos libertinos y a estudiar filosofía con Pierre Gassendi. Dilapidados sus escasos recursos a causa de su disipada vida, residió durante algún tiempo en casa del poeta y músico Charles Coypeau de Assoucy, de quien fuera amante, y renunció a la absoluta independencia; sin embargo, en 1647 heredó un modesto legado de su padre.
Rotas las relaciones en 1653, probablemente por celos, Bergerac le envió tales amenazas de muerte a de Assoucy que propiciaron su alejamiento de París. El enfrentamiento continuó en una serie de textos satíricos que sendos escritores cruzaron: Bergerac escribió Contre Soucidas (un anagrama del nombre de D'Assoucy), donde denuncia su ateísmo, y Contre un ingrat, ambas dentro de sus Cartas satíricas (donde también se recogen otras contra Paul Scarron, Montfleury, etcétera), e imaginó una vasta obra, L'autre monde, especie de nueva utopía (Cyrano conocía las de Tomás Moro y Tommaso Campanella), en la cual presentó, entre extravagantes fantasías, sus audaces ideas físicas y filosóficas, pero que no llegó a publicar en vida.
Durante las luchas de la Fronda escribió al principio violentas «mazarinadas», pero luego puso su pluma al servicio del cardenal Mazarino. Protegido por el Duque de Arpajon, compuso una tragedia, La muerte de Agripina, que escandalizó por su descaro al ser representada en el Hôtel de Bourgogne en 1653 y conoció el fracaso.
Enemistado con su protector, murió el 28 de julio de 1655, en Sannois, a los 36 años, como consecuencia de las heridas que le causó una viga al caerle encima, aunque fue socorrido por su piadosa hermana Catalina, superiora del convento de las Hijas de la Cruz. En ese mismo convento residía su prima Madelaine Robinau, viuda del barón Christophe de Neuvillette, quien había fallecido en el sitio de Arrás.
Su amigo Henry Le Bret publicó, extraído del manuscrito de L'autre monde, la Historia cómica de los estados e imperios de la Luna en 1657; más tarde, en 1662, apareció su Historia cómica de los estados e imperios del Sol.
Cyrano fue uno de los más importantes escritores del seiscientos francés, una personalidad verdaderamente ecléctica: novelista, dramaturgo, autor satírico, epistológrafo; antes de morir escribió el primer capítulo de un Trattato di fisica. Fue un libertino, y poco antes de morir quería liderar una vanguardia cultural, una nueva filosofía de la vida.
Fue muy discutido y controvertido, y considerado, sucesivamente, «un mártir libre-pensador» (Paul Lacroix), un «científico incomprendido» (Pierre Jupont, La obra científica de Savinien de Cyrano “Cyrano de Bergerac”, 1907), un «libertino sin arte ni parte» (Lachèvre), un «racionalista militante» (Henri Weber) y «pretendido alquimista» (Eugène Canseliet).

## Obras
Sus obras han sido editadas muchas veces, sobre todo en París, en 1741, en 1851 por M. Leblanc Duvernet, y en 1858 por Paul Lacroix, conocido como El bibliófilo Jacob.

### Publicadas en vida

#### Primer escrito conocido y reivindicado por Cyrano

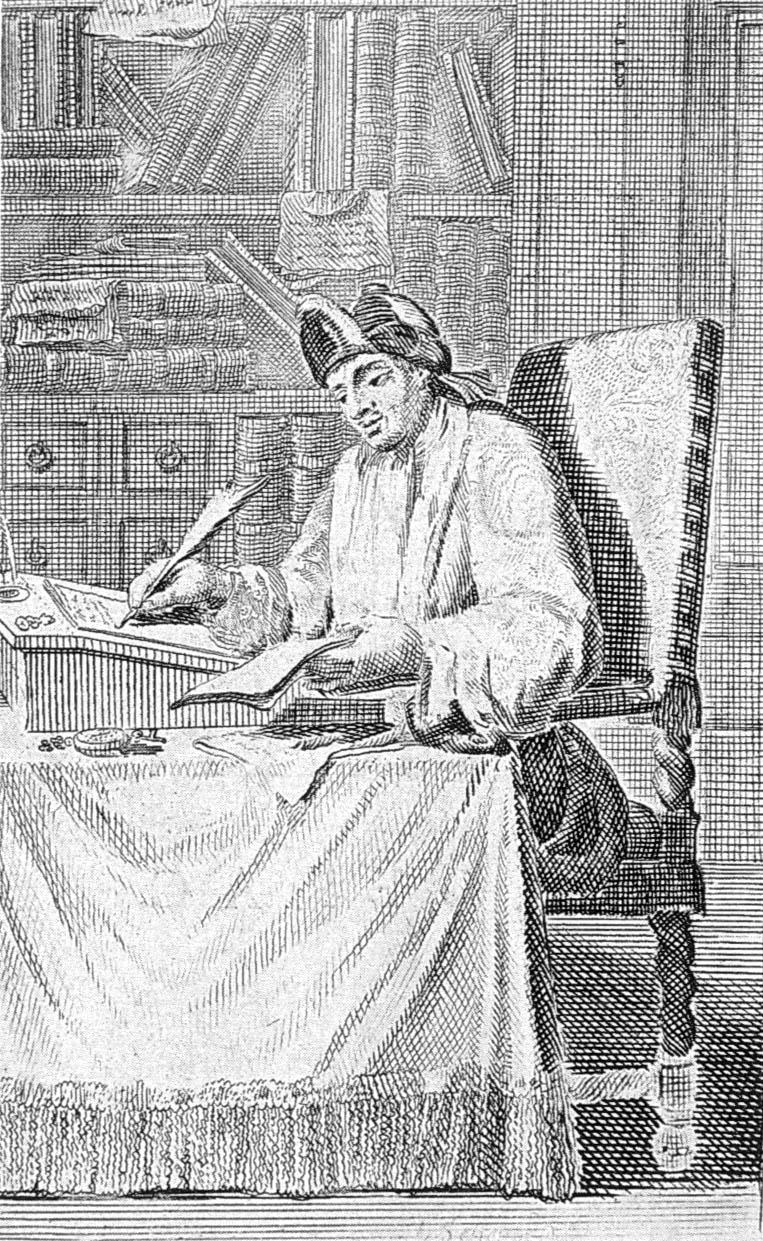
Cyrano de Bergerac.

Juramento de París, de su amante Charles Coypeau de Assoucy, en 1648. El título de esta epístola es "Al tonto lector y no al sabio" (Au sot lecteur et non au sage).

#### Les Mazarinades/Las Mazarinadas(1649)
Las siete "Mazarinadas" de Cyrano (atribución que él rechazó en ocasiones) son, para él, una oportunidad para cultivar su inclinación por el panfleto y la sátira, a la vez que una forma de oponerse a la política financiera del cardenal Mazarino de ideas igualitarias y modernas. Están escritas todas en prosa, menos una, que está escrita en verso burlesco: Le Ministre d’Estat, flambé (El Ministro de Estado, flambeado).

#### La Mort d’Agrippine/La muerte de Agripina(1653)
Tragedia en cinco actos y en verso cuyo tema dominante es la mentira, motivo del diálogo entre los dos hombres; los dioses están excluidos, sobre todo en una escena en particular que produjo gran escándalo, y en la cual Sejanus manifiesta su ateísmo:

Ces beaux riens qu'on adore, et sans sçavoir pourquoy,

Ces alterez du sang des bestes qu'on assomme,
Ces Dieux que l'homme a faict, et qui n'ont point faict l'homme,
Des plus fermes Estats ce fantasque soustien,
Va, va, Térentius, qui les craint, ne craint rien.
Esas ínfimas cosas que uno adora, y sin saber porqué/esa alteración de la sangre de los crédulos que se doblegan/ Esos Dioses que el hombre ha creado, y que no pueden crear al hombre/De los más firmes Estados qué fantástico sostén/Ve, Ve, Terencio, quien los teme, no debe temer nada.

#### Lettres/Cartas(1654)
Las cartas de Cyrano son de formas y naturaleza diversas: poéticas, satíricas o amorosas.

### Póstumas

#### L’autre monde/El otro mundo(1657/1662)

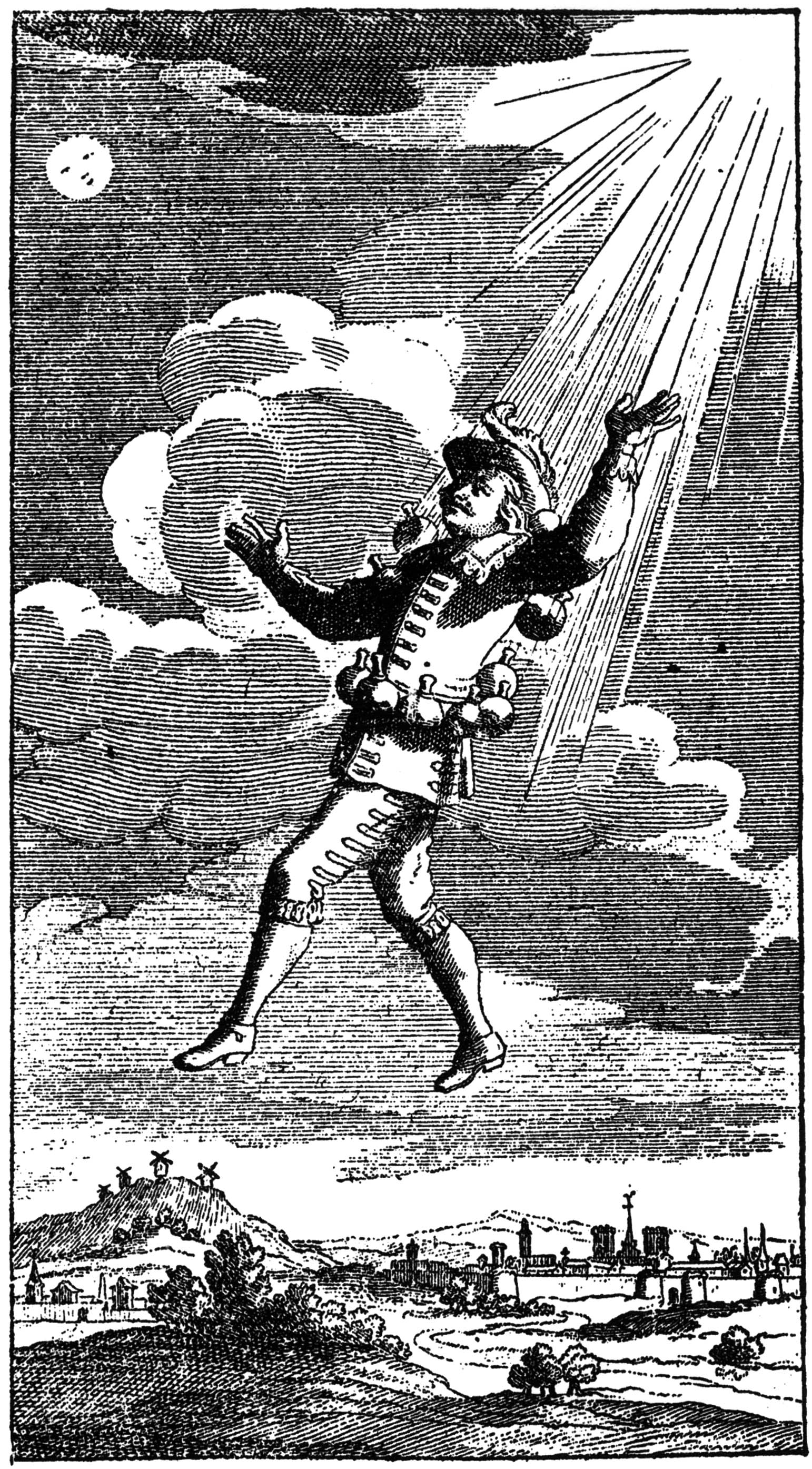
Un dibujo de Historia cómica de los Estados e imperios de la luna.

Esta obra, considerada como una de las primeras novelas de ciencia ficción, se divide en dos partes: "Historia cómica de los Estados e imperios de la luna" (Histoire comique des Estats et empires de la Lune) e "Historia cómica de los Estados e imperios del Sol" (Histoire comiqué des Estats et impires du Soleil) (publicada en 1662); aunque a menudo se especula sobre la existencia de una tercera parte perdida: La historia de la Centella (L'histoire de Centelle). Cyrano escribe en primera persona el viaje que realiza a la Luna y al Sol y las observaciones que hace de las gentes que ve, cuyo modo de vida es, a veces, totalmente distinto al nuestro, incluso chocante y, en ocasiones, al contrario, idéntico al nuestro, lo que le permite al autor exponer, indirectamente, los límites. Este viaje imaginario es, ante todo, un pretexto con el que expresar su filosofía materialista y hacer una crítica de la sociedad y las ideas y creencias de la época. Los dos relatos fueron publicados a título póstumo, y después del expurgo realizado por Le Bret.

#### Les Entretiens pointus/Los comentarios agudos(1662)
Pequeña colección de veintidós "puntos", es decir, un juego de palabras que no tienen más valor que el de su efecto cómico, precedido por un prefacio en que el Cyrano hace la apología del retruécano, asegurando que él "adapta todas las cosas al modo que mejor se ajuste a sus deseos, sin consideración alguna a la propia esencia de las mismas".

#### Le Fragment de Physique/El fragmento de física(1662)
Antes de su muerte Cyrano preparaba un tratado de física, que se quedó en esbozo. Discípulo de Gassendi, se oponía rotundamente a los principios cartesianos que hacen de la existencia de Dios una realidad adquirida, mientras que él habla de la incertidumbre de la física: "Aumentada por la ignorancia que tenemos de los secretos de Dios". Madeleine Alcover pone en duda, en su edición, la atribución de este fragmento a Cyrano.

## Cita
Un honnête homme n'est ni Français, ni Allemand, ni Espagnol, il est Citoyen du monde, et sa patrie est partout.
Un hombre honesto no es ni francés, ni alemán, ni español, es Ciudadano del Mundo, y su patria está en todas partes.

## Cyrano de Bergerac en la ficción, películas, teatro y ópera
En la actualidad es más conocido por la obra de teatro Cyrano de Bergerac, de Edmond Rostand, en la que se narra una época de su vida, que por sus propias obras.
La obra ha sido traducida y llevada a escena muchas veces. Ha sido el tema de varias películas, incluyendo:
- Una versión de 1950 con José Ferrer.
- Una versión francesa de 1990 protagonizada por Gérard Depardieu
- Una comedia hecha en Hollywood, llamada Roxanne, con Steve Martin.
- Una versión de Clément Maurice de 1900, que fue una de las primeras películas con sonido sincronizado con un fonógrafo.
- Además, en 1961 el cineasta británico Terence Young dirigió el filme francés 1-2-3-4 ou Les collants noirs, compendio de cuatro coreografías de Roland Petit concebidas originalmente para su compañía, Les Ballets des Champs-Élysées, una de las cuales fue su versión de Cyrano. Además de contar con el mismo Petit en el papel de Cyrano, la primera bailarina Zizi Jeanmaire interpretó a Roxanne.
- Cyrano Fernández es el título de una película venezolana de poca trascendencia basada en la obra Cyrano de Bergerac. En esta película se presenta un triángulo amoroso entre Cyrano Fernández, Roxana Padilla y Cristian Santana, y la historia se desarrolla en un barrio de Caracas, en donde Cyrano es líder de un grupo que lucha contra los narcotraficantes.
- Un musical realizado en 2021, dirigido por Joe Wright y protagonizado por Peter Dinklage.
- Una obra de teatro argentina basada en la obra de Rostans, integrada por 22 actores con Gabriel Goity en el papel de Cyrano.[6]

Adaptaciones de la obr teatral a la ópera:
- Dirección de Victor Herbert (1859-1924), libreto escrito por H. B. Smith y S. Reed en 1899 en la ciudad de Nueva York.
- Dirección de Walter Damrosch (1862-1950), libreto hecho por W. J. Henderson, estrenada en la Ópera del Metropolitan de Nueva York en 1913.
- Dirección de Franco Alfano, libreto de Henri Cain, estrenada en 1936 y puesta nuevamente en escena en la Ópera del Metropolitan de Nueva York en 2005-2006 con Plácido Domingo como Cyrano.
- Dirección de Eino Tamberg (n. Estonia, 27 de mayo de 1930), libreto de J. Kross, interpretada en el Teatro de Estonia, Tallin, 1976.

Uno de los personajes principales de las novelas del Mundo del Río, de Philip José Farmer, es una versión ficticia de Cyrano.
En la novela juvenil también se ha presentado a una versión ficticia de Cyrano, a manos de la escritora Kat Spears con su primera novela, Un corazón de piedra. En ella, el personaje principal se convierte en "un peculiar Cyrano de Bergerac" cuando se enamora perdidamente de Bridget.
El grupo español de metal neo-clásico Dark Moor compuso y dedicó una canción al poeta en su disco homólogo Dark Moor, bajo el nombre "Cyrano of Bergerac".
En el disco 40 y 20 de 1993, del mexicano José José, se incluye una canción titulada "Cirano", donde se relata un triángulo amoroso.
El personaje de Cyrano fue usado por el grupo musical argentino Los Auténticos Decadentes en una de sus canciones, titulada "Cyrano". En ésta se lo menciona como "Aquel que entregó sus poemas solo por amor".
En 2016, el grupo de rock alternativo Muntz se inspiró en la historia de Cyrano de Bergerac para la letra del tercer tema de su EP Hypna, titulado "Cyrano".

## Cráter lunar
- El cráter lunar Cyrano lleva este nombre como un homenaje por parte de la Unión Astronómica Internacional a las andanzas literarias por el satélite del personaje.

## Lista de sus escritos
- Las Mazarinadas (Les Mazarinades) - 1649
- La muerte de Agripina (La mort d'Agrippine) - 1653
- Cartas (Lettres) - 1654
- El pedante burlado (Le pédant joué) - 1654
- El otro mundo (L'autre monde):
  - Historia cómica de los Estados e imperios de la Luna (Histoire comique des États et empires de la Lune) - 1657
  - Historia cómica de los Estados e imperios del Sol (Histoire comique des États et empires du Soleil) - 1662
- Los comentarios agudos (Les entretiens pointus) - 1662
- El fragmento de Física (Le fragment de Physique) - 1662

### Obras traducidas al español
- El otro mundo (contiene: Historia cómica de los estados e imperios de la Luna e Historia cómica de los estados e imperios del Sol). CONACULTA, México. Cien del mundo, 1992. Trad. de Luis Zapata y Carlos Bonfil.